# Михајло Вуковић
Михајло Мики Вуковић (Краљево, 25. јун 1944 — Валенсија, 15. јануар 2021) био је југословенски и српски кошаркашки тренер. Водио је женску репрезентацију Југославије.

## Биографија
Рођен је у селу Милочај код Краљева 25. јуна 1944. године, био је један од најтрофејнијих кошаркашких тренера са простора некадашње Југославије. Био је тренер ЖКК Јединства Аиде из Тузле са којим је постао шампион Европе 1989. године, а управо је Вуковић открио легендарну кошаркашицу Разију Мујановић.
Оставио је велики траг у шпанској Валенсији и у женској и у мушкој селекцији. Са женским тимом Валенсије освојио је триплу круну 1992. године и поставио рекорд за сва времена, у сва три такмичења — Куп шампиона, домаће првенство и куп — без пораза, а кошаркаши су са њим подигли свој први трофеј Куп Шпаније 1998. године. По њему је названа једна од 13 сала са теренима у велелепном кошаркашком центру у Валенсији.
Вуковић је као селектор женске јуниорске репрезентације Југославије 1984. године освојио златну медаљу на Балканијади. Био је селектор женске сениорске репрезентације Југославије 1989. и 1990. године и у 29 утакмица забележио је 25 победа. Са репрезентацијом је освојио сребрну медаљу на Светском првенству 1990. године у Малезији.
Преминуо је 15. јануара 2021. године у Валенсији.